# Федосеевская сельская территория
Федосеевская сельская территория — административно-территориальная единица Старооскольского района включающая в себя 4 населенных пункта: Федосеевка, Каплино, Набокино, Липяги. Административный центр — село Федосеевка.

## Состав сельской территории
| № | Населённый пункт | Тип населённого пункта       | Население |
| - | ---------------- | ---------------------------- | --------- |
| 1 | Каплино          | село                         | ↗1229     |
| 2 | Липяги           | хутор                        | ↘19       |
| 3 | Набокино         | поселок                      | ↗135      |
| 4 | Федосеевка       | село, административный центр | ↗2766     |

## Географические данные
| Общая площадь        | 8203 га.   |
| -------------------- | ---------- |
| Сельхозугодья        | 487,75 га. |
| Пашня                | 80,7 га.   |
| Сенокосы, пастбища   | 632,95 га. |
| Леса и лесополосы    | 78 га.     |
| Реки, пруды, водоемы | 19 га.     |
| Протяженность дорог  | 80,19 км.  |